# Communication électronique

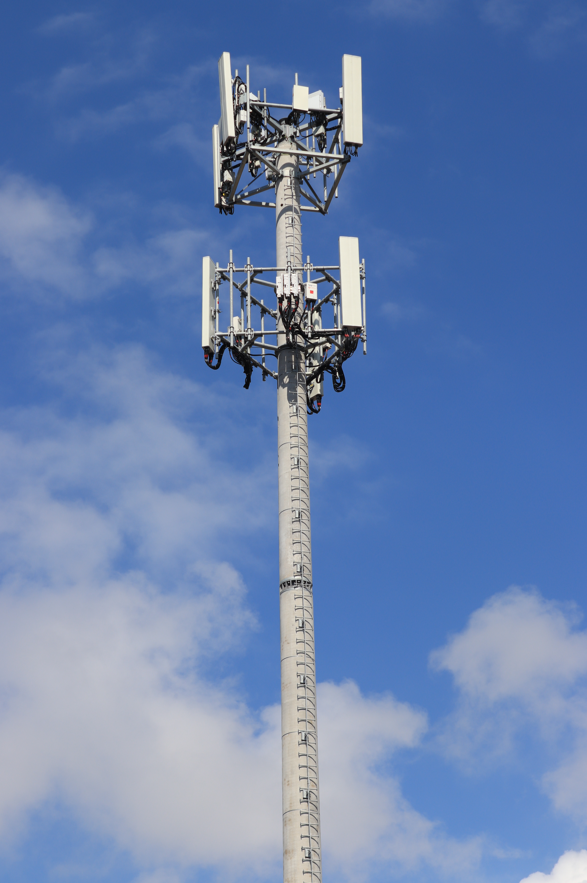
Une tour d'antennes de télécommunications en Australie.

Les communications électroniques constituent une évolution des télécommunications causée par la convergence des technologies des télécommunications, de l'informatique et des contenus multimédias. Cette convergence résulte de la numérisation de toutes les formes de signaux (voix, transmission de données, images fixes et mobiles, sons et musique) et de l'utilisation des mêmes systèmes électroniques pour assurer l'émission, la transmission et la réception de tous ces signaux.
Les communications électroniques représentent un élément central de toute société moderne, en particulier avec le développement spectaculaire des téléphones mobiles et des services Internet. Elles représentent un enjeu considérable sur le plan juridique en raison de leur impact sur la protection de la vie privée et sur le respect des droits de la propriété intellectuelle. Elles jouent un rôle de premier plan dans la mise en œuvre de la société de l'information et de la société de la connaissance.

## Définition
On entend par communication électronique une communication dans laquelle les informations sont transmises à l'aide de signaux produits par des équipements électroniques. Le support physique peut être aussi bien un support métallique (communication basée sur la transmission de signaux électriques), une fibre optique (communication basée sur la transmission de signaux optiques), ou encore l'air ou le vide (transmission radio par ondes électromagnétiques).
En France, le terme de télécommunication a été remplacé par celui de communication électronique dans les textes réglementaires (en particulier dans le Code des Postes et Télécommunications, devenu Code des postes et des communications électroniques). Ce Code a été revu en 2004 pour transposer les directives établies au niveau de l'Union Européenne.
Les technologies analogiques (utilisées autrefois dans les télécommunications) étant progressivement abandonnées au profit des technologies numériques, l'expression communications numériques est parfois utilisée à la place de l'expression communications électroniques, mais il est préférable d'utiliser cette dernière s'il n'est pas fait référence à cette distinction technique entre analogique et numérique.

## Notions connexes
Les communications électroniques forment un sous-ensemble des technologies de l'information et de la communication. Cette distinction est indispensable car les obligations juridiques et réglementaires portant sur les communications électroniques sont différentes de celles portant sur d'autres éléments des technologies de l'information et de la communication qui relèvent du secteur marchand ordinaire (vente d'équipements informatiques ou audiovisuels).
Les communications unifiées se réfèrent aux systèmes tirant parti de la convergence des technologies numériques pour traiter par les mêmes systèmes les services relevant de la voix et de la transmission de données. Cela permet une intégration des équipements de téléphonie et d'informatique dans des ensembles communs.

## Enjeux de la réglementation des communications électroniques
La réglementation des communications électroniques soulève de nombreuses questions touchant au droit, mais également à la technologie et à l'économie. À titre d'exemple, on peut citer :
- l'application des principes qui régissent la réglementation (neutralité technologique du net…) ;
- l'organisation, le statut et les compétences du régulateur ;
- le régime des autorisations de fournir des réseaux et services en général et de la gestion du spectre des ondes radioélectriques en particulier ;
- une réglementation des réseaux d’accès de nouvelle génération par fibre optique qui promeuve à la fois investissements et concurrence ;
- l'accès aux ressources d'autrui (réseaux, gaines…) requis pour mettre en œuvre un réseau ;
- la définition du pouvoir de marché et l'imposition d'obligations qui y sont liées ;
- l'application du droit de la concurrence, de ses méthodes et concepts ;
- la garantie de fourniture, le contenu (et son évolution vers le haut débit), les caractéristiques et le financement des services d'intérêt économique général comme le service universel ;
- la protection du consommateur, par exemple par des mesures visant les contrats.

Ces questions sont traitées dans plusieurs documents de référence édités par la Banque mondiale et l'Union internationale des télécommunications,,.